# The Essential Gloria Estefan
The Essential Gloria Estefan – dwupłytowy album kompilacyjny piosenkarki Glorii Estefan, który ukazał się na rynku muzycznym w 2006 roku. Na pierwszej płycie artystka zamieściła swoje najpopularniejsze dyskotekowe przeboje, takie jak: "Conga", "Dr Beat", "Rhythm Is Gonna Get You" czy "Get On Your Feet". Dodatkowo na krążku znalazły się hiszpańskojęzyczne hity: "Si! Seńor", "Mi Tierra" oraz "No Me Dejes De Querer", a także specjalny remiks przeboju "Dr Beat", który latem 2006 roku zdołał dotrzeć do TOP 10 brytyjskiej listy bestsellerów. Na składance nie znalazło się jednak wiele piosenek, które zdołały zająć względnie wysokie pozycje na światowych listach przebojów, min. "Betcha Say That", "Can't Forget You", "Seal Our Fate", "Higher" i "Cuba Libre".
Na drugiej płycie Gloria umieściła swoje największe i najbardziej znane ballady, takie jak: "Anything for You", "Don't Wanna Lose You" oraz "Coming Out of the Dark". Dodatkowo na krążku znalazły się też piosenki dedykowane jej dzieciom: "Along Came You" oraz "Nayib's Song", a także utwór "Music of My Heart", który artystka wykonała z zespołem N'Sync. Album "The Essential" chociaż otrzymał w większości dobre recenzje nie zdołał stać się światowym bestsellerem. Kompilacja zdołała przedostać się do TOP 100 najpopularniejszych płyt w Szwajcarii.

## Lista utworów
CD1:
1. "Dr Beat"
2. "Rhythm Is Gonna Get You"
3. "Heaven's What I Feel"
4. "Everlasting Love"
5. "You'll Be Mine (party time)"*
6. "Get On Your Feet"
7. "Go Away" *
8. "Don't Let This Moment End"
9. "No Me Dejes De Querer"
10. "Bad Boy" *
11. "1,2,3..." *
12. "Oye Mi Canto (hear my voice)"
13. "Live For Loving You" *
14. "Si! Seńor"
15. "Oye"
16. "Turn the Beat Around"
17. "Mi Tierra"
18. "Conga"
19. "Dr Preassure"

CD2:
1. "Can't Stay Away from You"
2. "Don't Wanna Lose You"
3. "Anything for You"
4. "Falling in Love (uh-oh)"
5. "Words Get in the Way"
6. "Cuts Both Ways"
7. "Here We Are"
8. "If We Were Lovers"
9. "Nayib's Song (I Am Here For You)"
10. "Reach"
11. "Music of My Heart"
12. "I See Your Smile"
13. "I'm Not Giving You Up"
14. "Along Came You"
15. "Coming Out of the Dark"
16. "Wrapped"
17. "Hold Me, Thrill Me, Kiss Me"
18. "Always Tomarrow"

* – utwory te nie pojawiają się w swoich oryginalnych wersjach